# Moultrie (Georgia)
Moultrie város az USA Georgia államában. Lakosainak száma 14 638 fő (2020. április 1.).

## Népesség
A település népességének változása:
| Lakosok száma | 14 268 | 14 377 | 14 638 |
|               | 2010   | 2015   | 2020   |